# Enrico Maria Salerno
Enrico Maria Salerno (Milán, 18 de septiembre de 1926 - Roma, 28 de febrero de 1994) fue un actor, director de cine y doblador italiano.
Uno de los mejores actores en el teatro italiano de la posguerra, Salerno ha interpretado obras de William Shakespeare, Luigi Pirandello, Vittorio Alfieri, Arthur Miller, Jean Anouilh, Edward Albee y muchos otros dramaturgos. En el cine, fue dirigido por Roberto Rossellini, Florestano Vancini, Dino Risi, Mario Monicelli, Dario Argento. Debutó como director con una película de gran éxito popular, Anonimo veneziano.
Actuó en muchas series de televisión y fue un gran actor de doblaje.
Murió de cáncer de pulmón en 1994.

## Filmografía

### Cine

#### Actor
- La tratta delle bianche, de Luigi Comencini (1952).
- Siluri umani, de Antonio Leonviola (1954).
- Estate violenta, de Valerio Zurlini (1959).
- La lunga notte del '43, de Florestano Vancini (1960).
- Le signore, de Turi Vasile (1960).
- Saffo venere di Lesbo, de Pietro Francisci (1960).
- L'assedio di Siracusa, de Pietro Francisci (1960).
- La sposa bella, de Nunnally Johnson (1960).
- Era notte a Roma, de Roberto Rossellini (1960).
- Odissea nuda, de Franco Rossi (1961).
- Ercole alla conquista di Atlantide, de Vittorio Cottafavi (1961).
- La bellezza di Ippolita , de Giancarlo Zagni (1962).
- L'uomo dalla maschera di ferro, de Henri Decoin (1962).
- Una vita violenta, de Paolo Heusch y Brunello Rondi (1962).
- Smog, de Franco Rossi (1962).
- L'amore difficile, episodio "Le donne", de Sergio Sollima (1962).
- Urlo contro melodia nel Cantagiro '63, de Arturo Gemmiti (1963).
- Violenza segreta, de Giorgio Moser (1963).
- Il fornaretto di Venezia, de Duccio Tessari (1963).
- Scappamento aperto, de Jean Becker (1964).
- I maniaci, de Lucio Fulci (1964).
- La fuga, de Paolo Spinola (1964).
- Tre notti d'amore, episodio "La moglie bambina", de Franco Rossi (1964).
- Queste pazze pazze donne, de Marino Girolami (1964).
- Il vangelo secondo Matteo, de Pier Paolo Pasolini (1964).
- Lo scippo , de Nando Cicero (1965).
- L'ombrellone, de Dino Risi (1965).
- I soldi, de Gianni Puccini y Giorgio Cavedon (1965).
- La bugiarda, de Luigi Comencini (1965).
- La costanza della ragione, de Pasquale Festa Campanile (1965).
- Su e giù, de Mino Guerrini (1965).
- Casanova '70, de Mario Monicelli (1965).
- Io la conoscevo bene, de Antonio Pietrangeli (1965).
- Le stagioni del nostro amore , de Florestano Vancini (1966).
- L'estate, de Paolo Spinola (1966).
- Le fate, episodio "Fata Sabina", de Luciano Salce (1966).
- Il grande colpo dei sette uomini d'oro, de Marco Vicario (1966).
- La armada Brancaleone (L'armata Brancaleone), de Mario Monicelli (1966).
- Tre pistole contro Cesare, de Enzo Peri (1967).
- Un treno per Durango, de Mario Caiano (1967).
- Sentenza di morte, de Mario Lanfranchi (1967)
- La notte pazza del conigliaccio, de Alfredo Angeli (1967).
- L'amore attraverso i secoli, episodio "L'età della pietra", de Franco Indovina (1967).
- Bandidos, de Max Dillmann (1967).
- Candy e il suo pazzo mondo, de Christian Marquand (1968).
- La battaglia di El Alamein , de Giorgio Ferroni (1968).
- Vedo nudo, de Dino Risi (1969).
- Nell'anno del Signore, de Luigi Magni (1969).
- L'uccello dalle piume di cristallo, de Dario Argento (1970).
- Quell'amore particolare, de Carlo Martinelli (1970).
- Contestazione generale, de Luigi Zampa (1970).
- Ciao Gulliver, de Carlo Tuzii (1970).
- Il prete sposato, de Marco Vicario (1970).
- A cuore freddo, de Riccardo Ghione (1971).
- Noi donne siamo fatte così, de Dino Risi (1971).
- L'assassino di Trotsky, de Joseph Losey (1972).
- La polizia ringrazia, de Stefano Vanzina (1972).
- La violenza: Quinto potere, de Florestano Vancini (1972).
- Contratto carnale, de Giorgio Bontempi (1973).
- Ingrid sulls strada, de Brunello Rondi (1973).
- La polizia è al servizio del cittadino?, de Romolo Guerrieri (1973).
- La notte dell'ultimo giorno, de Adimaro Sala (1973).
- No, il caso è felicemente risolto, de Vittorio Salerno (1973).
- La polizia sta a guardare, de Roberto Infascelli (1973).
- Bisturi, la mafia bianca, de Luigi Zampa (1973).
- Un uomo una città, de Romolo Guerrieri (1974).
- Il corpo, de Luigi Scattini (1974).
- Hold up: istantanea di una rapina, de Germán Lorente (1974).
- La città gioca d'azzardo, de Sergio Martino (1974).
- L'ultimo treno della notte, de Aldo Lado (1975).
- ...a tutte le auto della polizia, de Mario Caiano (1975).
- Fango bollente, de Vittorio Salerno (1975).
- La polizia interviene: ordine di uccidere, de Giuseppe Rosati (1975).
- Un prete scomodo, de Pino Tosini (1975).
- Brogliaccio d'amore, de Decio Silla (1976).
- Bestialità, de Virgilio Mattei (1976).
- Una vita venduta, de Aldo Florio (1976).
- Che notte, quella notte, de Ghigo De Chiara (1977).
- Un donna di seconda mano, de Pino Tosini (1977).
- Amori miei, de Stefano Vanzina (1978).
- Tesoromio, de Giulio Paradisi (1979).
- Il corpo della ragassa, de Pasquale Festa Campanile (1979).
- Cocco mio, de Jean Pierre Rawson (1979).
- Il carabiniere, de Silvio Amadio (1981).
- L'ultima volta insieme, de Ninì Grassia (1981).
- Sballato, gasato, completamente fuso, de Stefano Vanzina (1982).
- Legati da tenera amicizia, de Alfredo Giannetti (1983).
- Scuola di ladri, de Neri Parenti (1986).
- I padroni dell'estate, (1987).
- Scuola di ladri parte seconda, de Neri Parenti (1987).
- Il volpone, de Maurizio Ponzi (1988).
- Qualcosa di don Orione 1991

#### Director
- Anónimo veneciano (Anonimo veneziano, 1970)
- El último adiós en Londres (Cari genitori, 1973)
- Eutanasia de un amor (Eutanasia di un amore, 1978)

### Televisión

#### Actor
- Orgoglio e pregiudizio, de Daniele D'Anza (1957).
- Umiliati e offesi, de Vittorio Cottafavi (1958).
- La spada di Damocle, de Vittorio Cottafavi (1958).
- Antigone, de Vittorio Cottafavi (1958).
- Processo di famiglia, de Vittorio Cottafavi (1959).
- Macbeth, de Alessandro Brissoni (1960).
- Mastro Don Gesualdo, de Giacomo Vaccari (1964).
- Così è (se vi pare), de Vittorio Cottafavi (1964).
- Antonio e Cleopatra, de Vittorio Cottafavi (1965).
- La famiglia Benvenuti , de Alfredo Giannetti (1968).
- 1943: un incontro, de Alfredo Giannetti (1969).
- Salvo D'Acquisto, de Romolo Guerrieri (1974).
- Sotto il placido Don, de Vittorio Cottafavi (1974).
- Quasi quasi mi sposo, de Vittorio Sindoni (1982).
- All'ombra della grande quercia, de Alfredo Giannetti (1984).
- Guerra di spie, de Duccio Tessari (1988).
- Disperatamente Giulia, de Enrico Maria Salerno (1989).
- Piazza di Spagna, de Florestano Vancini (1993).
- Doris una diva di regime, de Alfredo Giannetti (1993).

#### Director
- Disperatamente Giulia (1989)
- Il barone (1995)

## Premios
- Nastro d'argento 1961: Nastro d'Argento al migliore attore non protagonista - La lunga notte del '43
- David di Donatello 1971: David speciale per l'esordio alla regia - Anonimo veneziano